# Aururo di cesio
L'aururo di cesio è il composto inorganico di formula CsAu. Pur composto dai due metalli cesio e oro, non è una lega con lucentezza metallica, bensì un composto ionico con l'aspetto di un solido giallo. CsAu è un composto molto sensibile all'aria e all'umidità, nel quale lo stato di ossidazione dell'oro è piuttosto inusuale, –1.

## Sintesi
Le prime notizie sull'esistenza di questo composto sono dovute a Wilhelm Biltz e collaboratori, anche se la sua composizione fu stabilita solo in seguito da A. Sommer. CsAu si prepara per sintesi diretta riscaldando a 220 °C una miscela di cesio e oro. Ricristallizzato da ammoniaca liquida è un solido di colore giallo. Campioni di colore più scuro fino a rosso sono dovuti alla presenza di impurezze, o a contaminazione da ossigeno e umidità.

## Proprietà
Misure su cristallo singolo hanno stabilito che CsAu possiede struttura tipo cloruro di cesio, gruppo spaziale Pm3m con costante di reticolo a = 425,8 pm, e quattro unità di formula per cella elementare. Elettricamente è un semiconduttore con band gap di 2,62 eV.
L'aururo di cesio fonde a 590 °C formando un liquido contenente ioni Cs+ e Au–; all'ebollizione si liberano molecole gassose CsAu; l'energia di dissociazione Cs–Au risulta 460 kJ/mol.
CsAu si scioglie in ammoniaca liquida formando soluzioni di colore giallo pallido, stabili se mantenute in atmosfera inerte. Da queste soluzioni si può isolare un precipitato blu scuro di composizione CsAu⋅NH3, molto sensibile all'aria e all'umidità.
CsAu reagisce violentemente con acqua per dare idrossido di cesio, oro metallico ed idrogeno.